# Somerset and Kennebec Railroad

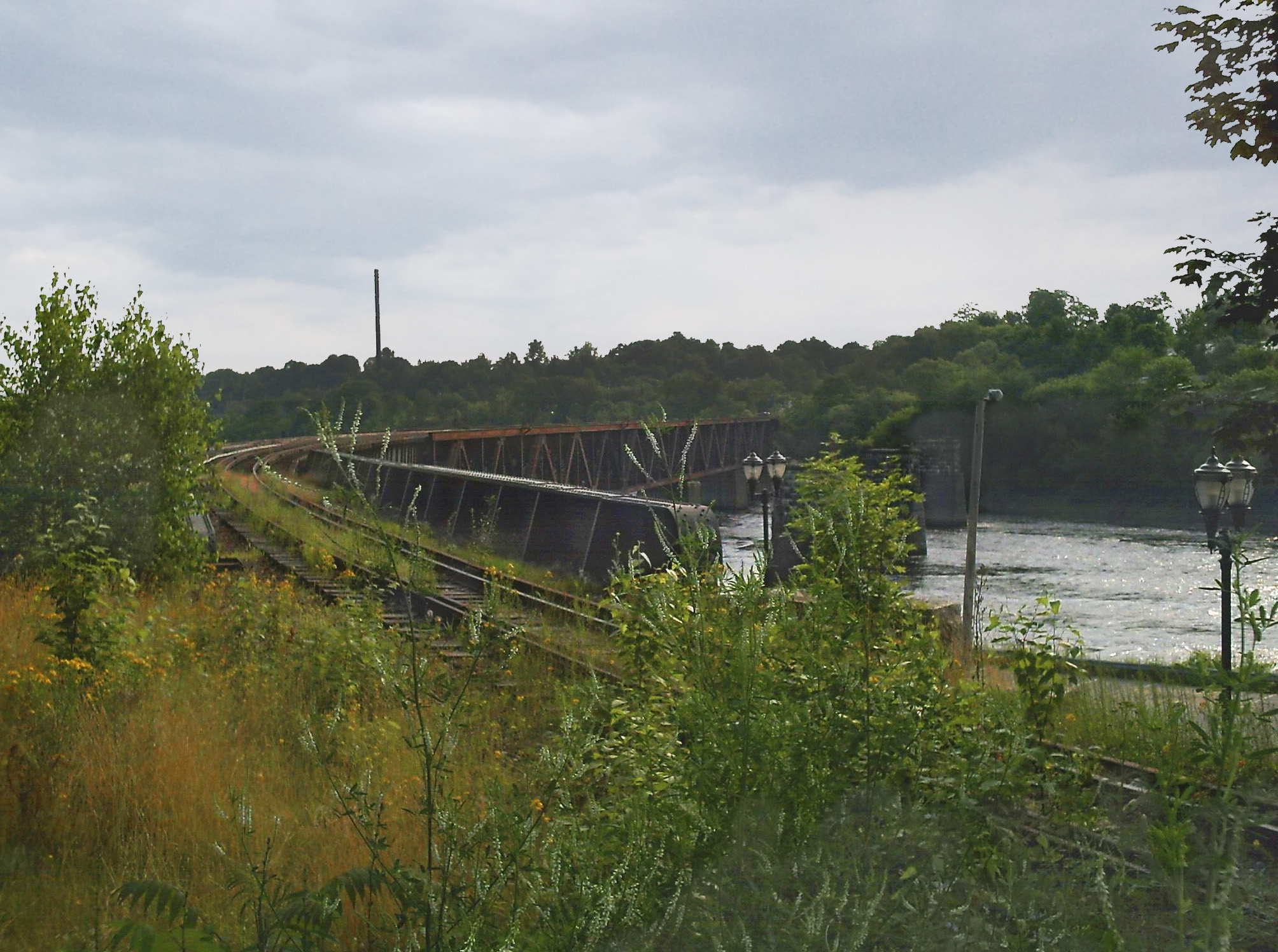
Brücke über den Kennebec River bei Augusta, 8. Juli 2006

Die Somerset and Kennebec Railroad ist eine ehemalige Eisenbahngesellschaft in Maine (Vereinigte Staaten). Sie wurde am 10. August 1848 gegründet. Ihre einzige Strecke schloss in Augusta an die 1852 fertiggestellte Strecke der Portland and Kennebec Railroad an und verlief von dort durch das Tal des Kennebec River über Waterville, wo Anschluss an die Breitspurstrecken der Androscoggin and Kennebec Railroad und der Penobscot and Kennebec Railroad bestanden, bis nach Skowhegan. Der Abschnitt Augusta–Kendall's Mill wurde 1855 eröffnet, der restliche Abschnitt der 59,5 Kilometer langen normalspurigen Strecke folgte im Dezember 1857. Eine Anfang der 1870er Jahre geplante Verlängerung um 22,5 Kilometer nach Carritunk Falls wurde nie gebaut.
Die Betriebsführung oblag von Anfang an der Portland&Kennebec, die die Somerset&Kennebec geleast hatte. Beide Gesellschaften gingen am 16. November 1874 in den Besitz der Maine Central Railroad über. Die Strecke ist heute nicht mehr in Betrieb.